# Avante
Avante (AVANTE) is een politieke partij in Brazilië, opgericht door voormalige leden van de PTB in 1989 onder de naam Partido Trabalhista do Brasil (PTdoB). Op 24 oktober 2006 werd er een fusie aangekondigd om samen te gaan met de partijen PL en PRONA met als doel de kiesdrempel te halen. Samen wilden de partijen verdergaan onder de naam Partido da República (Nederlands: Partij van de Republiek, PR). De fusie werd echter niet doorgezet door dat een meerderheid van de leden van de nationale conventie tegen stemde.
In 2017 verandert PTdoB zijn naam voor AVANTE, het portugees voor Vooruit.

## Verkiezingsresultaten

### Parlementsverkiezingen
| Kamer                                                               | Kamer     | Kamer      | Kamer      | Kamer  | Kamer  | Senaat    | Senaat     | Senaat     | Senaat  | Senaat | Senaat |
| Jaar                                                                | Stemmen   | Stemmen    | Stemmen    | Zetels | Zetels | Stemmen   | Stemmen    | Stemmen    | Zetels  | Zetels | Zetels |
| Jaar                                                                | Aantal    | Percentage | Percentage | Aantal | +/-    | Aantal    | Percentage | Percentage | Gekozen | +/-    | Totaal |
| Jaar                                                                | Aantal    | %          | +/-        | Aantal | +/-    | Aantal    | %          | +/-        | Gekozen | +/-    | Totaal |
| ------------------------------------------------------------------- | --------- | ---------- | ---------- | ------ | ------ | --------- | ---------- | ---------- | ------- | ------ | ------ |
| Partido Trabalhista do Brasil                                       |           |            |            |        |        |           |            |            |         |        |        |
| 2006                                                                | 311.833   | 0,30       | –          | 1      | –      | 69.923    | 0,10       | –          | 0       | –      | 0      |
| 2010                                                                | 642.422   | 0,70       | 0,40       | 3      | 2      | 1.480.846 | 0,90       | 0,80       | 0       | –      | 0      |
| 2014                                                                | 812.497   | 0,80       | 0,10       | 1      | -2     | 11.300    | 0,00       | -0,90      | 0       | –      | 0      |
| Avante                                                              |           |            |            |        |        |           |            |            |         |        |        |
| 2018                                                                | 1.844.048 | 1,90       | 1,10       | 7      | 6      | 731.379   | 0,40       | 0,40       | 0       | –      | 0      |
| 2022                                                                | 2.175.355 | 1,99       | 0,09       | 7      | 0      | 1.359.455 | 1,37       | 0,97       | 0       | –      | 0      |
| Bron: Wikipedia - Braziliaanse parlementsverkiezingen 2006 t/m 2022 |           |            |            |        |        |           |            |            |         |        |        |

### Statenverkiezingen
Er waren geen Avante-kandidaten voor het gouverneurschap tijdens de Statenverkiezingen van 2022.

### Gemeentelijke verkiezingen
Bij de gemeentelijke verkiezingen van 2024 werden 136 burgemeesters en 1525 gemeenteleden gekozen voor Avante.
| Burgemeesters                                         | Burgemeesters | Burgemeesters | Burgemeesters | Burgemeesters | Burgemeesters | Zetels in de Gemeenteraden | Zetels in de Gemeenteraden | Zetels in de Gemeenteraden | Zetels in de Gemeenteraden | Zetels in de Gemeenteraden |
| Jaar                                                  | Gekozen       | Totaal        | Percentage    | Percentage    | +/-           | Gekozen                    | Totaal                     | Percentage                 | Percentage                 | +/-                        |
| ----------------------------------------------------- | ------------- | ------------- | ------------- | ------------- | ------------- | -------------------------- | -------------------------- | -------------------------- | -------------------------- | -------------------------- |
| Avante                                                |               |               |               |               |               |                            |                            |                            |                            |                            |
| 2020                                                  | 82            | 5.568         |               | 1,47%         | 71            | 1.054                      | 56.810                     |                            | 1,86%                      | 565                        |
| 2024                                                  | 136           | 5.569         |               | 2,44%         | 54            | 1.525                      | 58.026                     |                            | 2,63%                      | 471                        |
| Bron: Uitslag gemeentelijke verkiezingen 2020 en 2024 |               |               |               |               |               |                            |                            |                            |                            |                            |

Avante-burgemeester
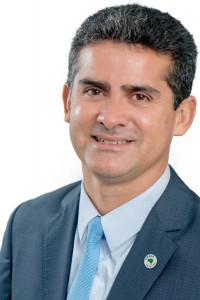
David Almeida Burgemeester van Manaus (2021-heden)